# 韋斯利 (阿肯色州)
韋斯利（英語：Wesley）是位於美國阿肯色州麥迪遜縣的一個非建制地區。該地的面積和人口皆未知。

## 地理
韋斯利的座標為36°01′38″N 93°55′13″W / 36.02722°N 93.92028°W，而該地的平均海拔高度為385米（即1263英尺）。